# Joseph Belli
Joseph Belli (*  7. Februar 1849 in Rammersweier bei Offenburg; † 19. August 1927 in Gengenbach (Baden)) war ein deutscher Organisator der sozialdemokratischen Literaturverteilung und Schriftsteller.

## Biografie
Joseph Belli, Sohn eines Bauern, besuchte bis 1862 die Dorfschule in Rammersweier, um danach eine Beschäftigung als Landarbeiter aufzunehmen. Von 1864 bis 1867 absolvierte er eine Schuhmacherlehre in Offenburg. Er wurde Mitglied der katholischen Gesellenvereine und begab sich von 1867 bis 1877 auf Wanderschaft durch Süd- und Westdeutschland, Österreich, Frankreich und die Schweiz. Von 1870 bis 1872 leistete er seinen Militärdienst ab.
1868 wurde er Mitglied in den Arbeiterbildungsvereinen. In die Sozialdemokratische Arbeiterpartei trat er 1869 ein. Vorher hatte er sich schon auf der Wanderschaft gewerkschaftlich und politisch betätigt. 1877 ließ er sich in Kreuzlingen bei Konstanz als selbständiger Schumacher nieder. Nach dem Sozialistengesetz half er, sozialdemokratische Schriften über die deutsch-schweizerische Grenze zu bringen.
Ende 1879 erhielt er von der deutschen Sozialdemokratie den Auftrag, den illegalen Transport des in Zürich gedruckten Organs der Sozialdemokratie, Der Sozialdemokrat, über die Grenze nach Deutschland zu organisieren. Unter der Leitung von Julius Motteler baute er ein reibungslos funktionierendes Transport- und Verteilungssystem für die sozialistische deutsche Literatur im In- und Ausland auf, das unter dem Namen Rote Post in die Geschichte eingegangen ist.
1880 nahm Belli an dem wegen des Sozialistengesetzes auf dem schweizerischen Schloss Wyden abgehaltenen Kongress der deutschen Sozialdemokratie teil. Von 1882 bis 1883 war er in Österreich wegen revolutionärer Tätigkeiten inhaftiert. 1890 kehrte er nach Deutschland zurück und nahm bis 1919 eine Tätigkeit als Prokurist im sozialdemokratischen Verlag J. H. W. Dietz in Stuttgart auf. Nebenbei war er bis 1903 als Kassierer der württembergischen Landesorganisation der Sozialdemokratie beschäftigt.
Er veröffentlichte in mehreren Parteiblättern seine Erinnerungen, die er 1912 unter dem Titel Die rote Feldpost unterm Sozialistengesetz herausgab. Seit 1919 lebte er zurückgezogen in Gengenbach.
In Konstanz ist, auf dem Gelände der ehemaligen Chérisy-Kaserne, der Joseph-Belli-Weg und in Offenburg die Joseph-Belli-Straße nach ihm benannt.

## Werke
- Die rote Feldpost unterm Sozialistengesetz. Mit einer Einleitung: Erinnerungen aus meinen Kinder-, Lehr- und Wanderjahren. J. H. W. Dietz, Stuttgart 1912.  Inhaltsverzeichnis
  - Die rote Feldpost unterm Sozialistengesetz. Mit einer Einleitung: Erinnerungen aus meinen Kinder-, Lehr- und Wanderjahren. J. H. W. Dietz Nachf., Stuttgart 1921. Digitalisat FES
  - Heinrich Gemkow (Hrsg.): Die Rote Feldpost. Rütten & Loening, Berlin 1956.
  - Hans J. Schütz (Hrsg.): Die rote Feldpost unterm Sozialistengesetz. J. H. W. Dietz Nachf., Berlin/Bonn 1978, ISBN 3-80120029-9.